# Quille (jeu)
Pour les articles homonymes, voir Quille.

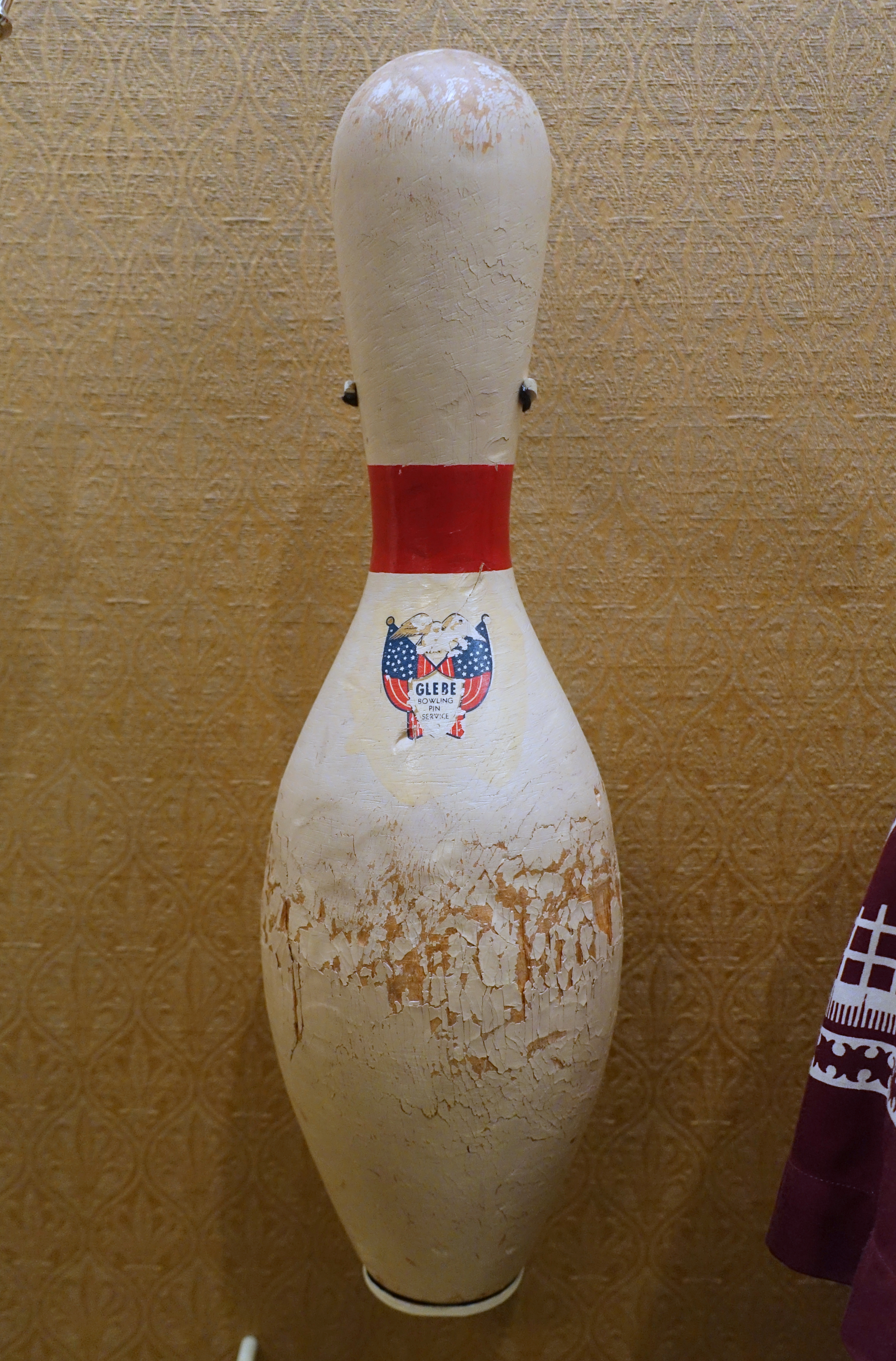
Quille de bowling en bois.

Une quille est un objet oblong, posé verticalement sur le sol, et qui sert de cible dans certains jeux d'adresse, typiquement des jeux de quilles.

## Étymologie
Le mot dérive du moyen français « quille » (même sens), un emprunt au moyen haut allemand « kegel », lui même provenant du vieux haut allemand « kegil » ; ce dernier terme proviendrait du proto-germanique occidental « *kagil », un terme reconstruit qui signifierait « piquet », « pieu » ou « cône ». En allemand, le mot Kegel désigne d'ailleurs à la fois la quille et le cône.
Le terme apparaît sous sa graphie et son sens actuels dans La Dîme de pénitence, un poème écrit en 1288 par le chevalier et écrivain Jean de Journi,
Malgré l'homonymie et l'homographie, l'objet utilisé pour le jeu n'a rien à voir avec la quille, la partie la plus basse d'un bateau (qui dérive d'un terme vieux norrois).

## Description
Les quilles sont des solides de révolution, présentant une forme générale cylindrique. Elles possèdent une base plane, permettant de les poser sur le sol, et le plus souvent moins de matériau à leur sommet, ce qui permet de descendre leur centre de gravité et de les rendre plus stables. Le sommet prend souvent une forme sphérique, reliée au reste de la quille par un col plus étroit. Dans les jeux apparentés au bowling, les quilles présentent également un renflement près de leur base.

## Matériau
Typiquement, les quilles sont des pièces de bois tournées. Les quilles de bowling sont constituées de blocs d'érable collés les unes aux autres, puis tournées sur un tour ; une fois façonnées, elles sont recouvertes d'une matière plastique.
Les quilles peuvent également être entièrement réalisées dans une matière plastique. C'est le cas des quilles de Ninepin Bowling Classic ou des jeux de quilles destinés aux enfants.

## Usage
Dans les jeux de quilles, l'objectif est de renverser un ensemble de quilles, plus ou moins distantes, à l'aide d'une boule. Le kyykkä finlandais se joue en tentant de renverser le quilles avec une batte en bois.
Certaines variantes de billards, comme le billard italien, font usage de petite quilles.

## Galerie

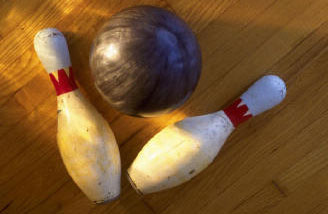
Deux quilles de bowling encadrant une boule.
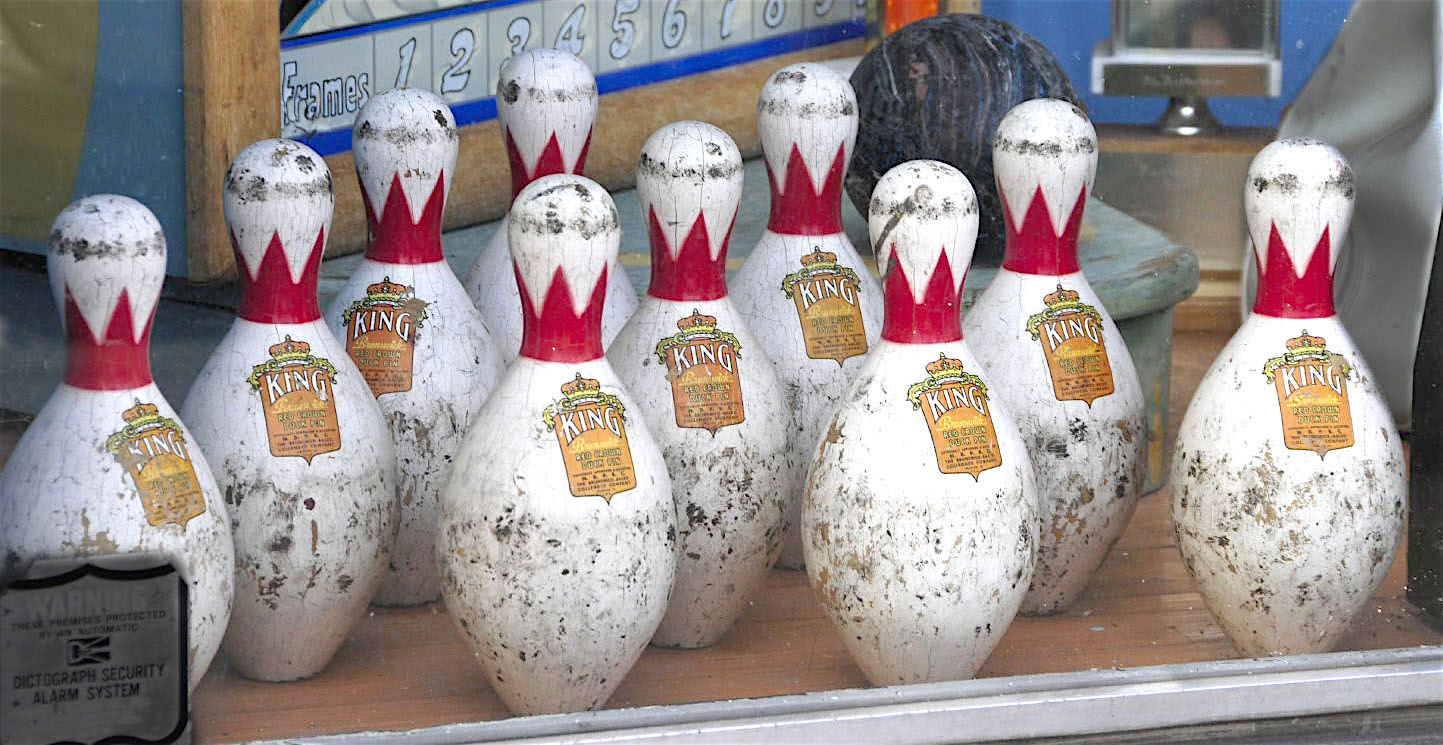
Quilles de Duckpin bowling (en), plus petites et trapues.
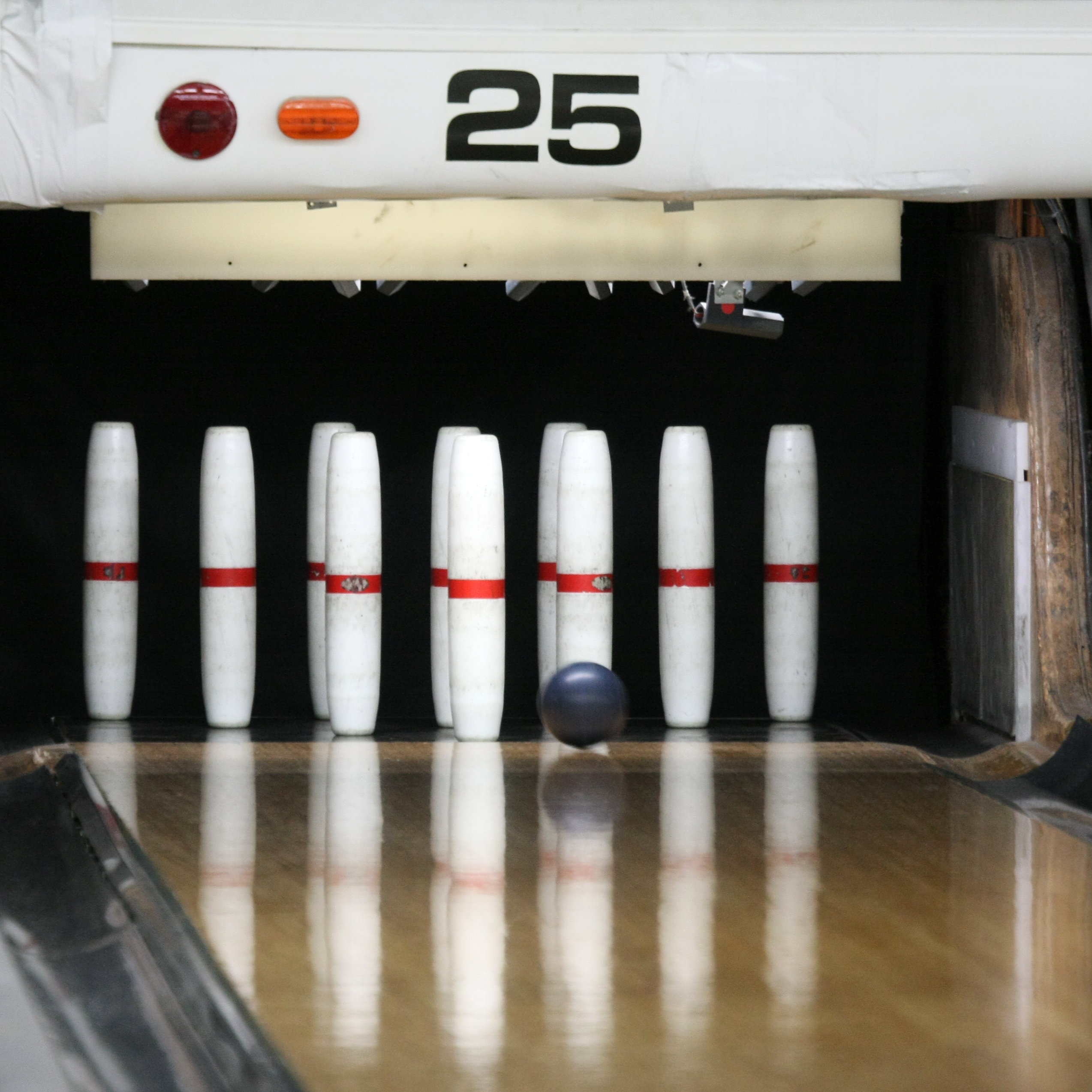
Quilles de Candlepin bowling (en), longues et étroites.
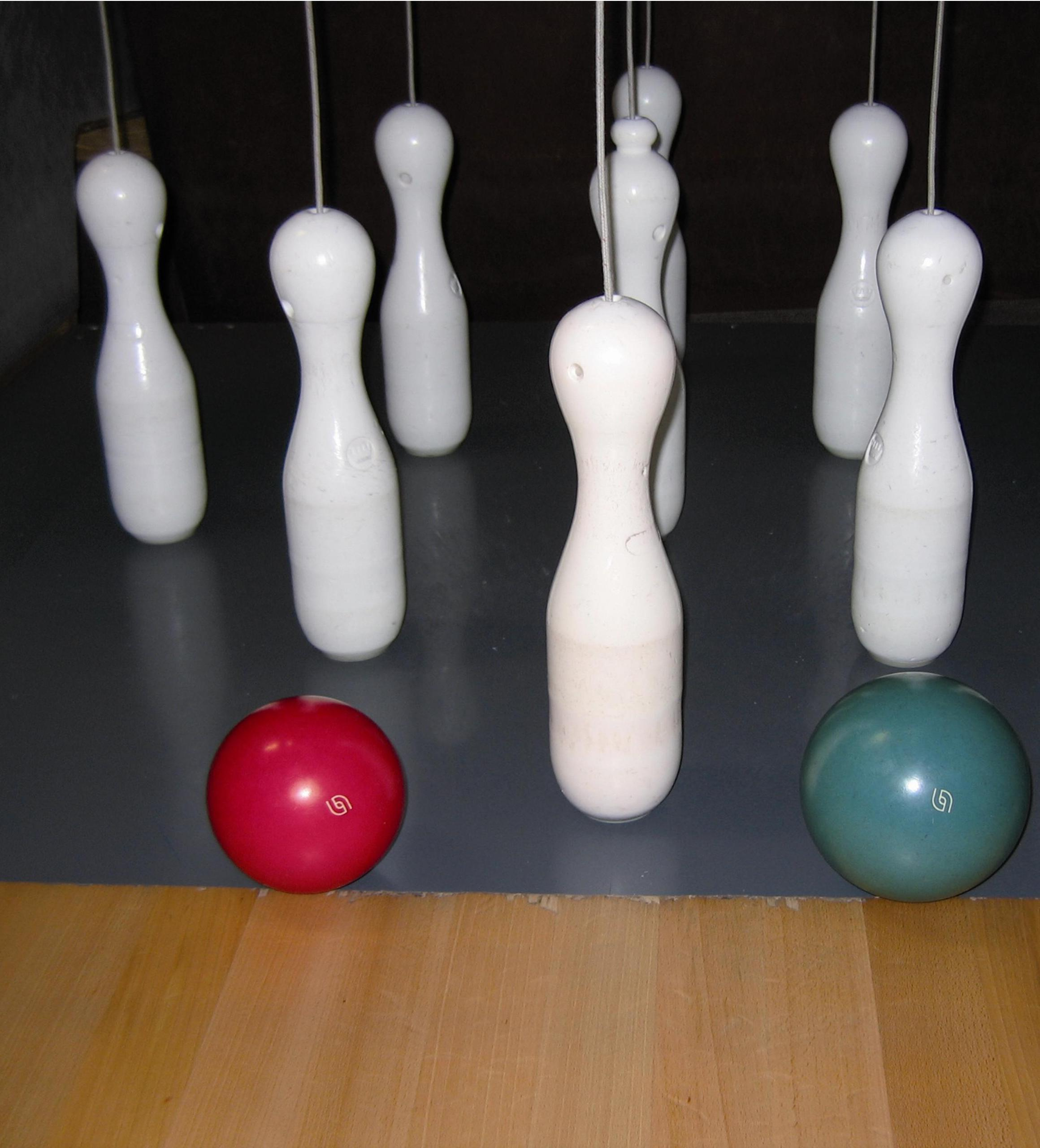
Quilles et boules de Ninepin Bowling Classic en plastique.
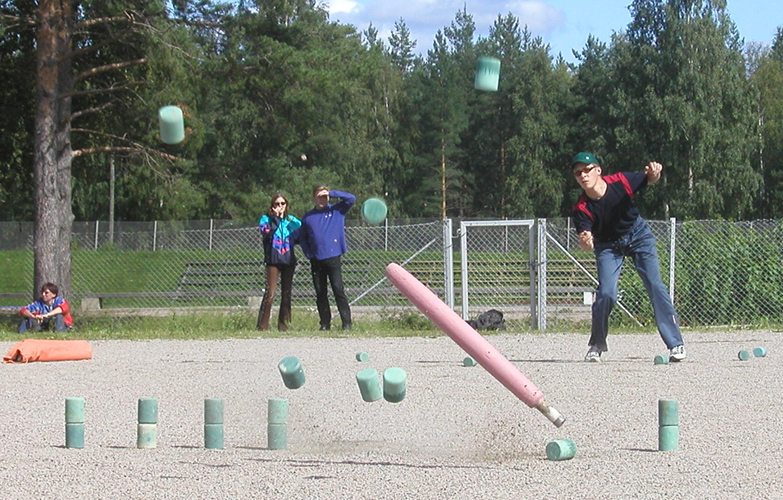
Quilles finlandaises.
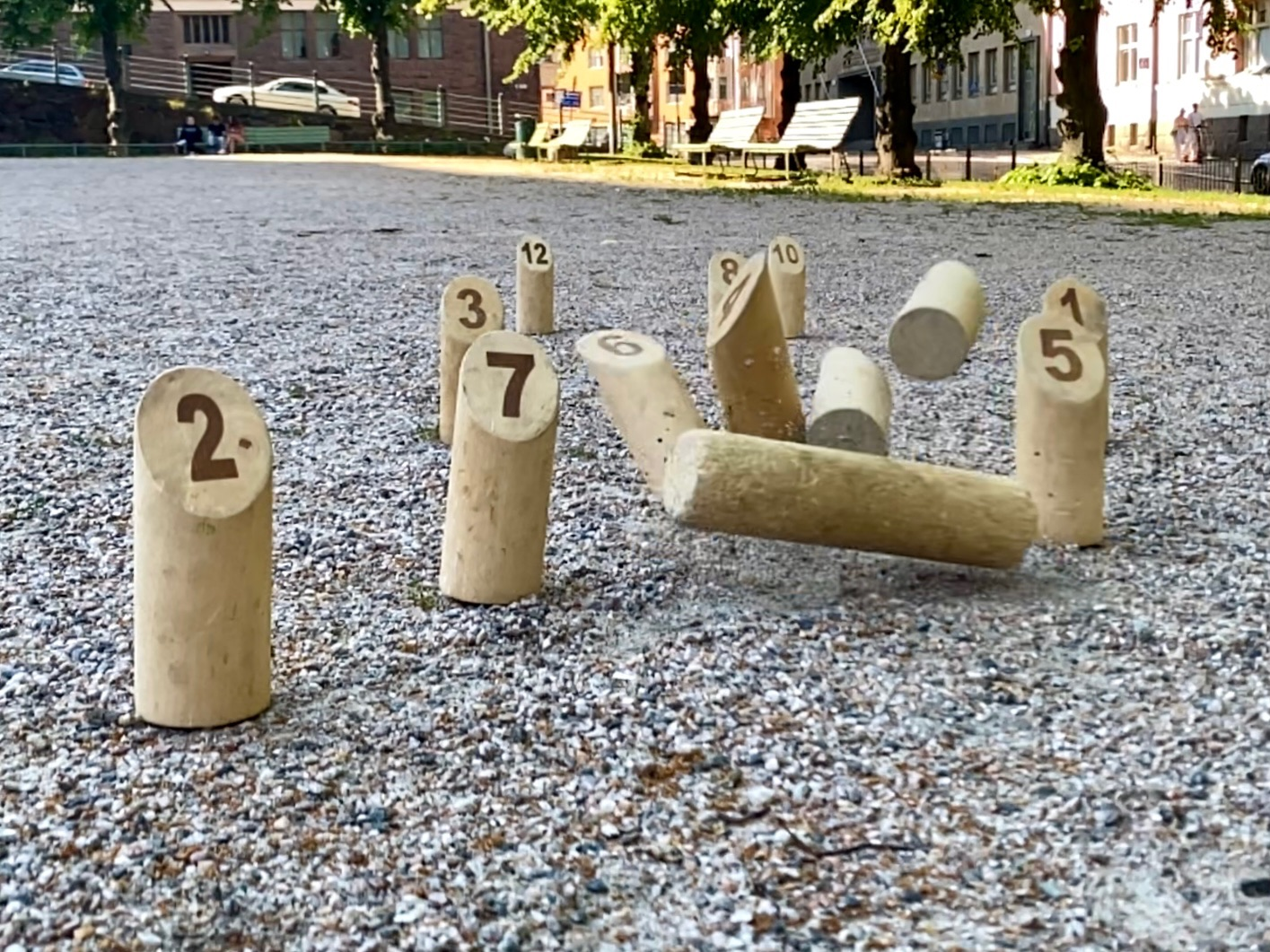
Quilles de mölkky, dérivées des quilles finlandaises.
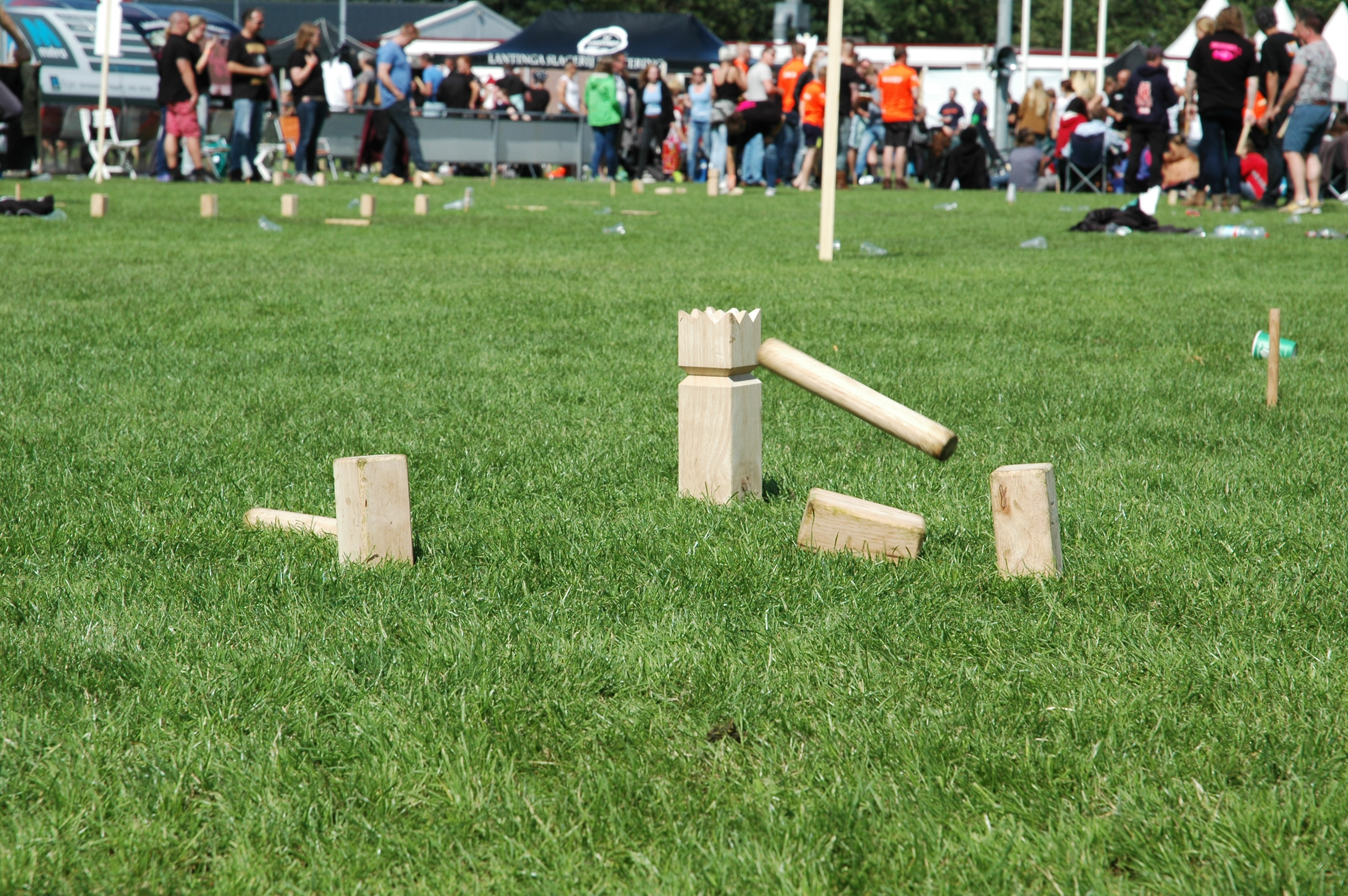
Quilles à section carrée de kubb.
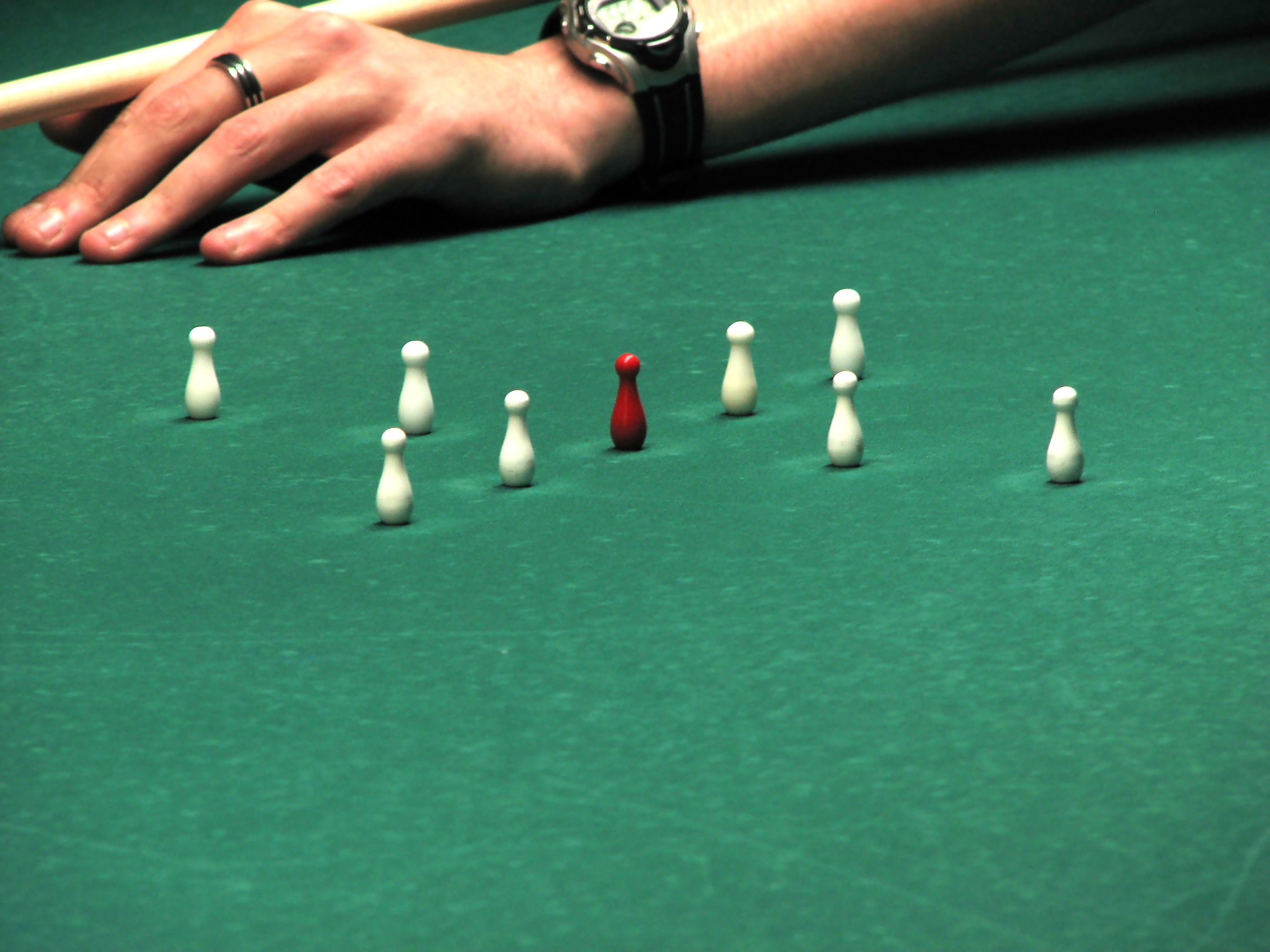
Ensemble de neuf quilles utilisées dans une variante du billard italien.
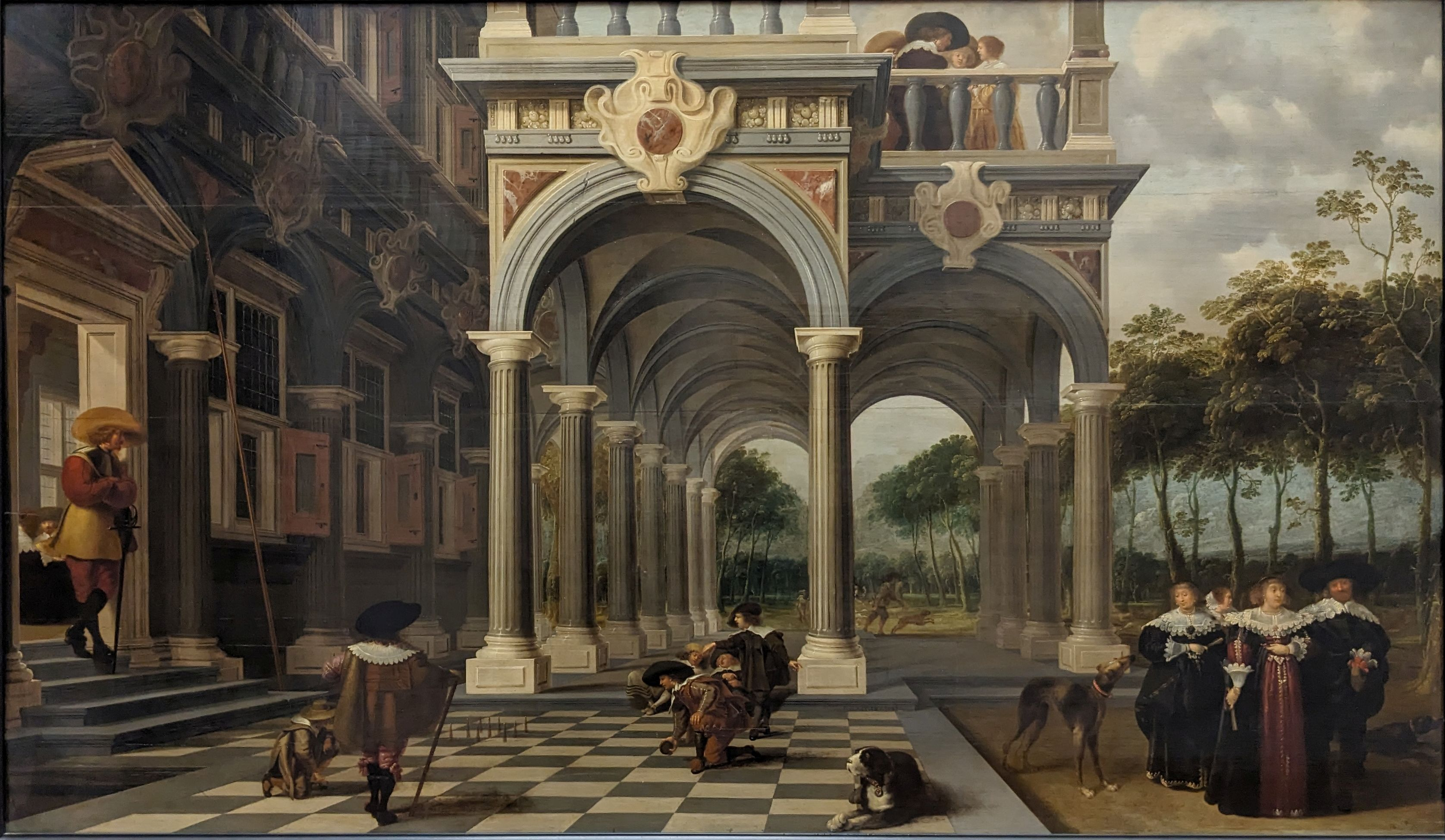
Dirk van Delen, Les Joueurs de quille (1637)
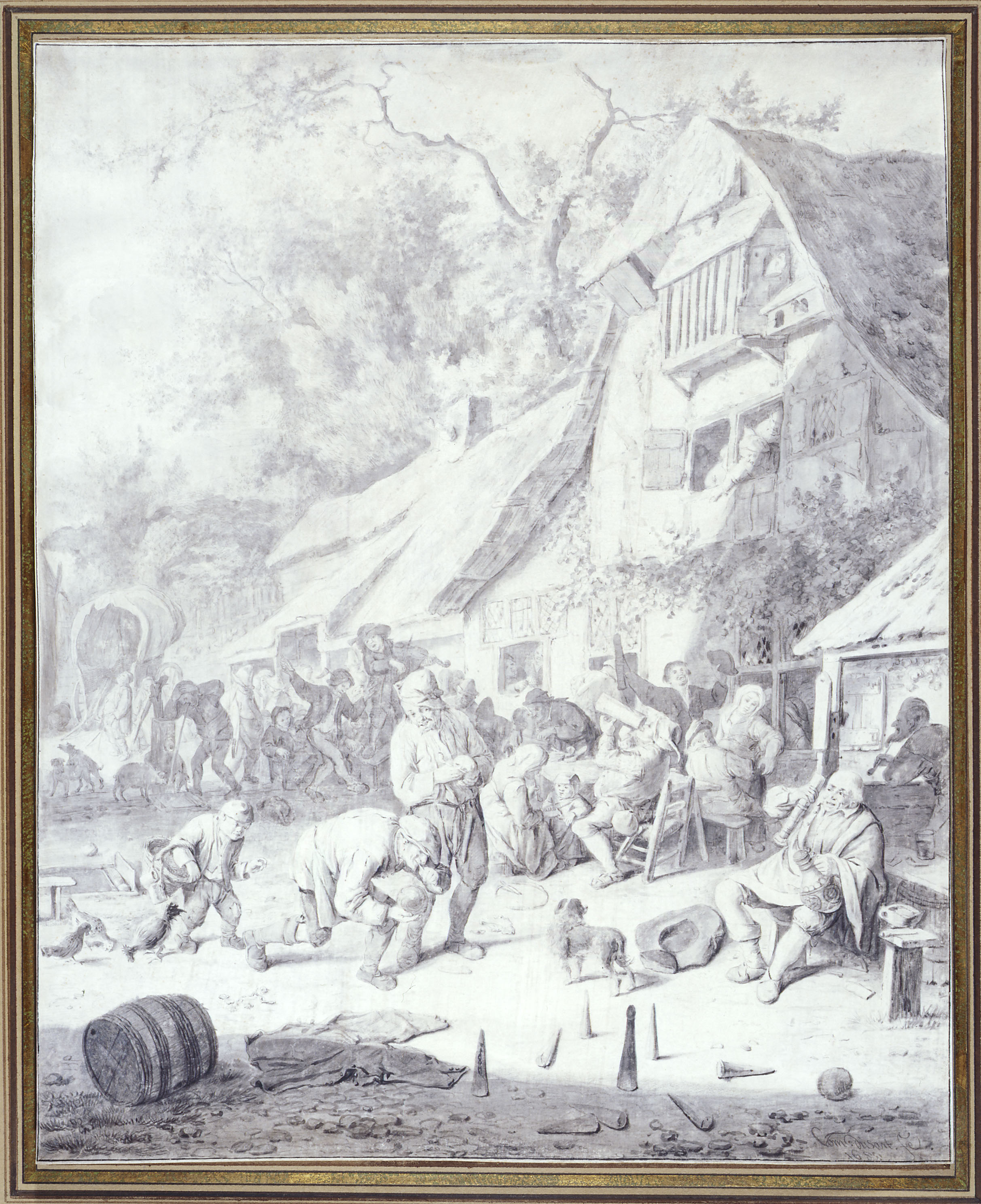
Cornelis Dusart, Les Joueurs de quilles (1688) ; les quilles ont la forme de cônes très allongés.